# Polícia de trânsito

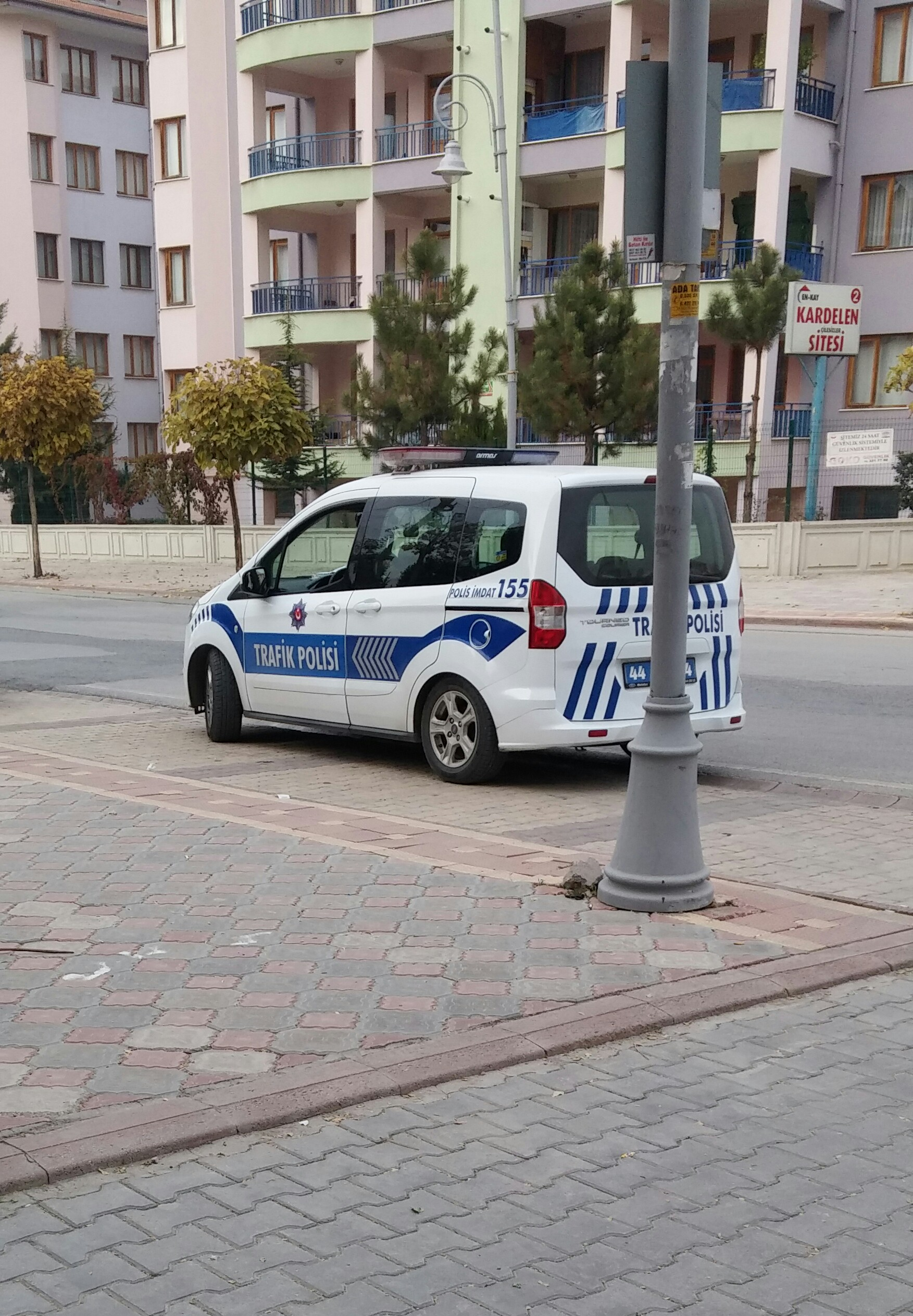
Um carro de polícia de trânsito, Turquia.

Polícia de trânsito é uma corporação governamental incumbida da manutenção da ordem pública, fiscalização e prevenção do trânsito para garantir a segurança pública de determinada coletividade através do exercício do poder de polícia e, assim, garantir a segurança viária dos cidadãos que se utilizam do trânsito de qualquer natureza nas vias terrestres de todo o território nacional abertas à circulação. 

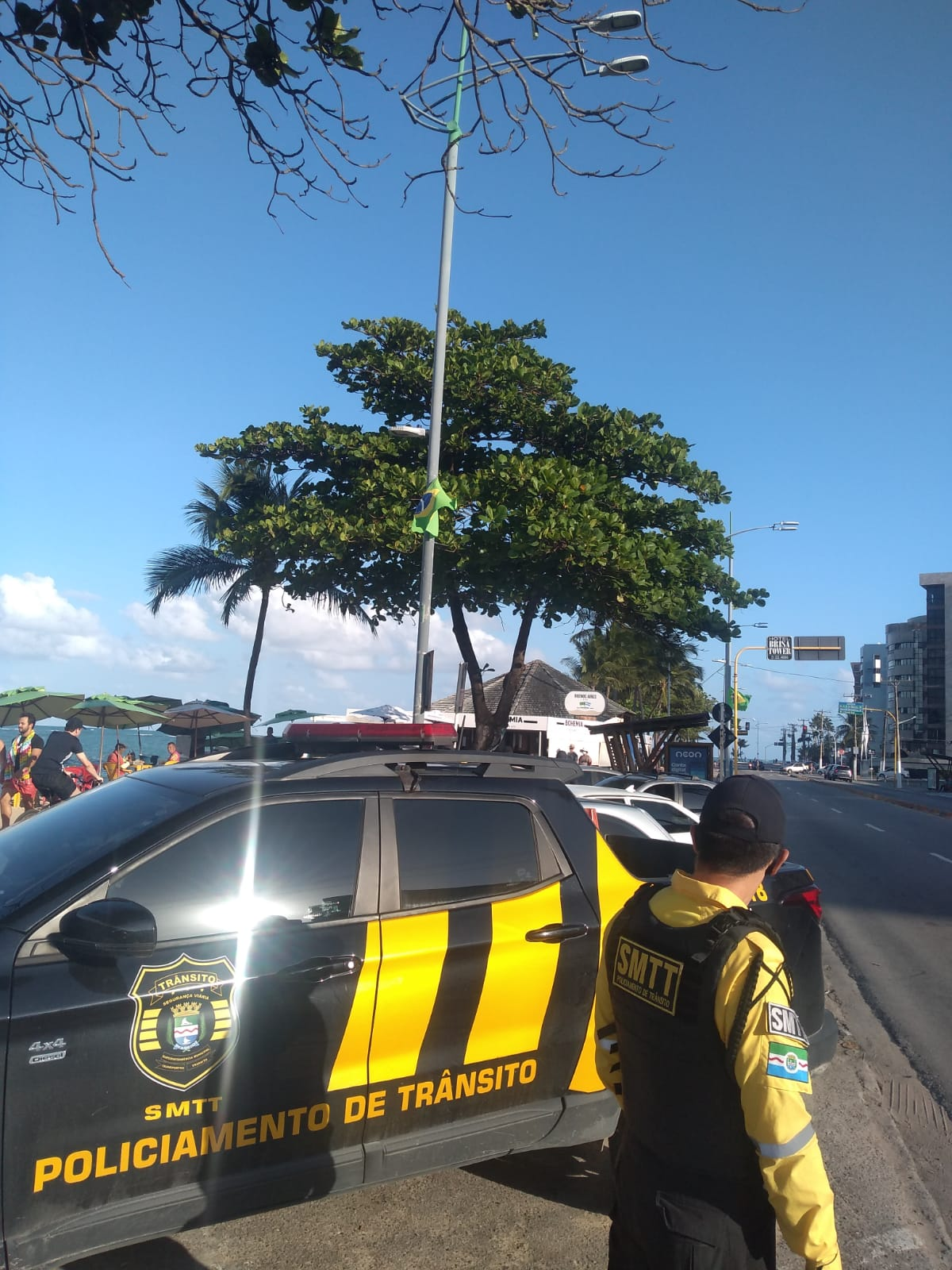
Exercício da atividade de polícia de trânsito em Maceió, capital de Alagoas

Têm-se como exemplos de polícias de trânsito a polícia rodoviária federal, polícias de trânsito estaduais, e, no âmbito municipal, as polícias de trânsito municipais, tendo-se o cuidado, no caso dos municípios, de não se criar sociedades de economia mista ou de se atribuir tal competência a empresas de urbanismo, visto que a própria natureza empresarial destas entidades, sob o regime do direito privado, visa a obter resultados superavitários nas suas atividades, comprometendo portanto a finalidade e eficácia da legislação de trânsito conforme estabelecidas no Estado Democrático de Direito.